# Выборы председателя Государственной думы (2021)
Выборы председателя Государственной думы VIII созыва прошли 12 октября 2021 года. В выборах участвовали два кандидата: Вячеслав Володин от «Единой России» и Дмитрий Новиков от КПРФ.

## Кандидаты
Из пяти фракций в Государственной думе VIII созыва, своих кандидатов выдвинули только две — «Единая Россия» и КПРФ. Фракции ЛДПР и «Справедливая Россия — За правду» не стали выдвигать своих кандидатов и публично поддержали кандидатуру Вячеслава Володина. Фракция партии «Новые люди» также не стала выдвигать своего кандидата, как и поддерживать кого-либо другого.
- Вячеслав Викторович Володин («Единая Россия»)[3];
- Дмитрий Георгиевич Новиков (Коммунистическая партия Российской Федерации)[4].

## Результаты
| Место            | Место            | Кандидат                    | Голосов | %        |
| ---------------- | ---------------- | --------------------------- | ------- | -------- |
|                  | 1.               | Вячеслав Викторович Володин | 360     | 80,0 %   |
|                  | 2.               | Дмитрий Георгиевич Новиков  | 61      | 13,6 %   |
| Не голосовали    | Не голосовали    | Не голосовали               | 29      | 6,4 %    |
| Сдано бюллетеней | Сдано бюллетеней | Сдано бюллетеней            | 421     | 93,6 %   |
| Всего голосов    | Всего голосов    | Всего голосов               | 450     | 100,00 % |
| Источник         |                  |                             |         |          |

Вячеслав Володин получил поддержку фракций: «Единой России», СРЗП, «Новых людей» — в полном составе, а также большей части фракции ЛДПР, за Дмитрия Новикова проголосовали, помимо депутатов фракции КПРФ, также Оксана Дмитриева («Партия роста») и часть фракции ЛДПР: Сергей Карагинов, Сергей Леонов, Евгений Марков, Дмитрий Свищёв, Владимир Сипягин, Иван Сухарев и Борис Чернышов.